# Armand Rassenfosse

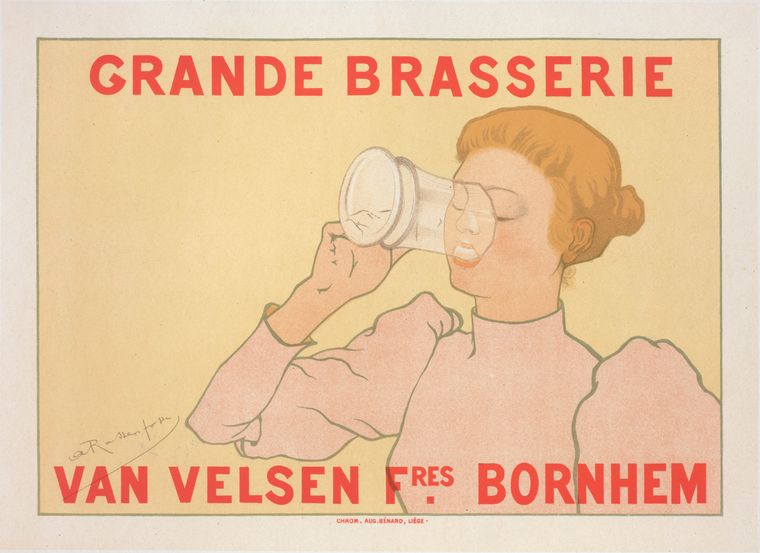
Grande brasserie Van Velsen, Armand Rassenfosse-

André Louis Armand Rassenfosse (Liegi, 6 agosto 1862 – Liegi, 24 gennaio 1934) è stato un incisore, disegnatore e pittore belga.

## Biografia
Armand Rassenfosse è allievo e, in seguito, collaboratore di Félicien Rops con il quale illustra I fiori del male di Baudelaire.
Con Émile Berchmans e Auguste Donnay, Rassenfosse è uno dei principali autori di affiches della stamperia di Auguste Bénard a Liegi: la collaborazione fra i tre artisti belgi e lo stampatore francese è alla base di una produzione grafica all'avanguardia dell'arte dell'affiche in Europa alla fine del XIX secolo e all'inizio del XXI. 

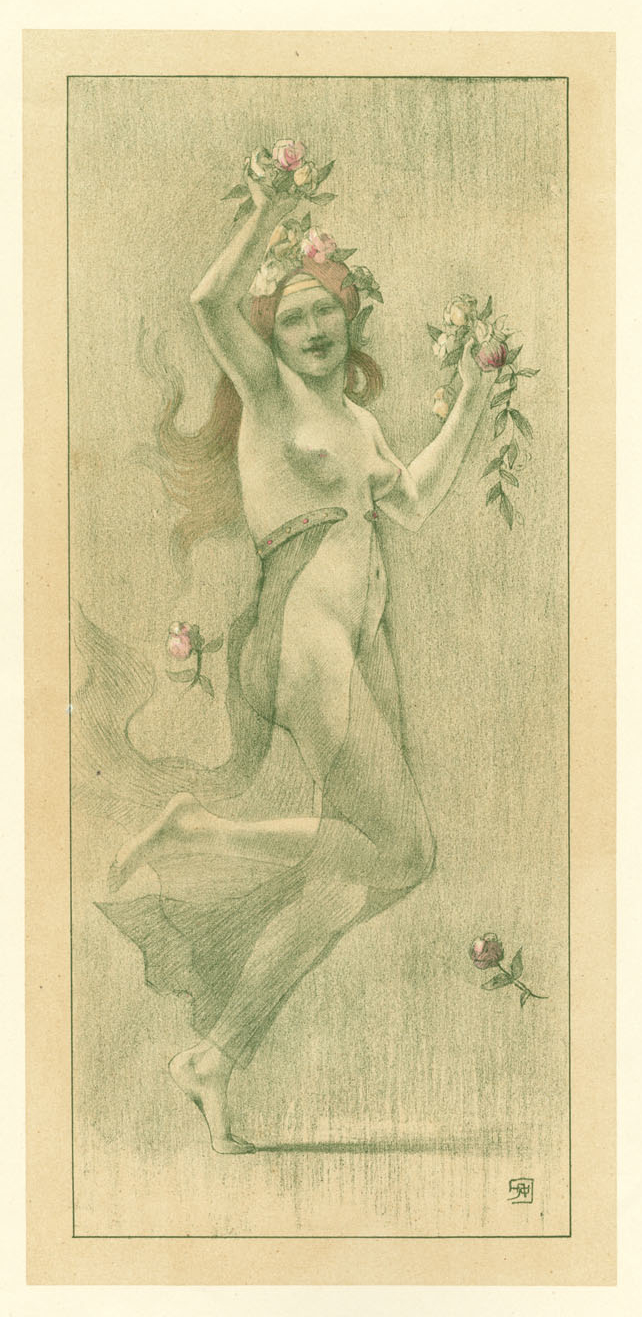
Armand Rassenfosse Danse

Due delle sue creazioni vengono pubblicate da Les Maîtres de l'affiche: Grande brasserie Van Velsen e Tournoi de lutte e nel 1897 la rivista L'Estampe moderne pubblica Danse*.

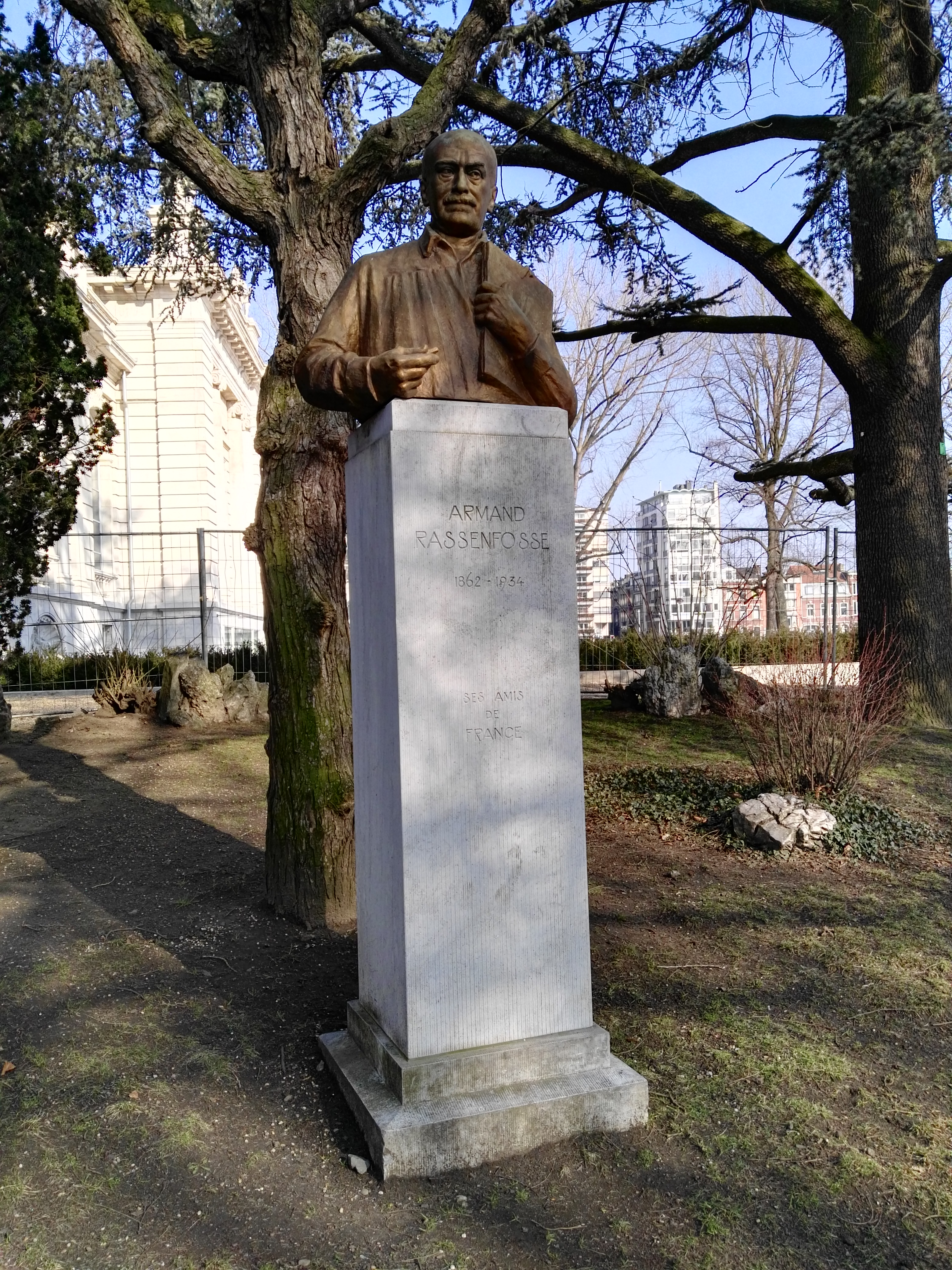
Pierre-Félix Masseau - Busto di Armand Rassenfosse

Il busto in bronzo di Rassenfosse, eseguito dal suo amico Pierre-Félix Masseau, è collocato presso il Parc de la Boverie a Liegi.
Armand Rassenfosse è stato sepolto al cimitero di Saint-Gilles a Liegi.

## Opere principali
- 170 acqueforti per illustrare I fiori del male di Charles Baudelaire (1899)
- Le Peignoir jaune (1912)
- Le Bonnet hongrois (1914)
- Baudelaire et sa muse
- Les Lutteuses

## Galleria d'immagini

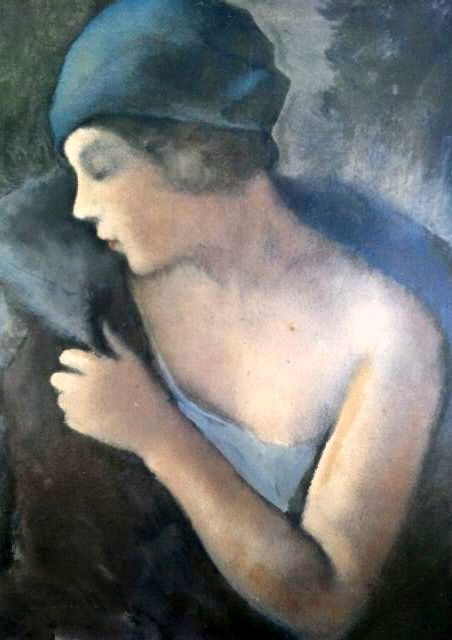
Volpe argentata
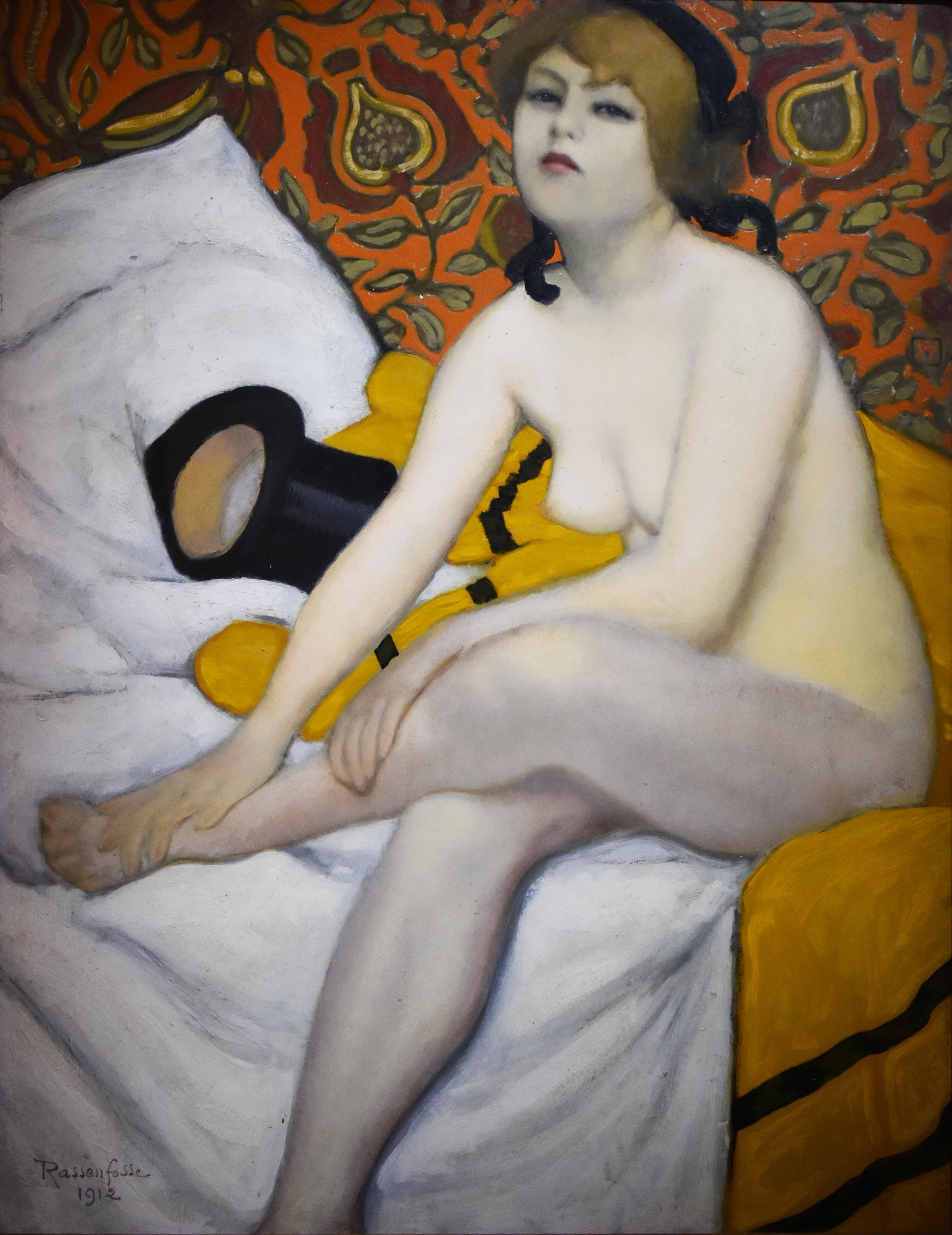
La vestaglia gialla
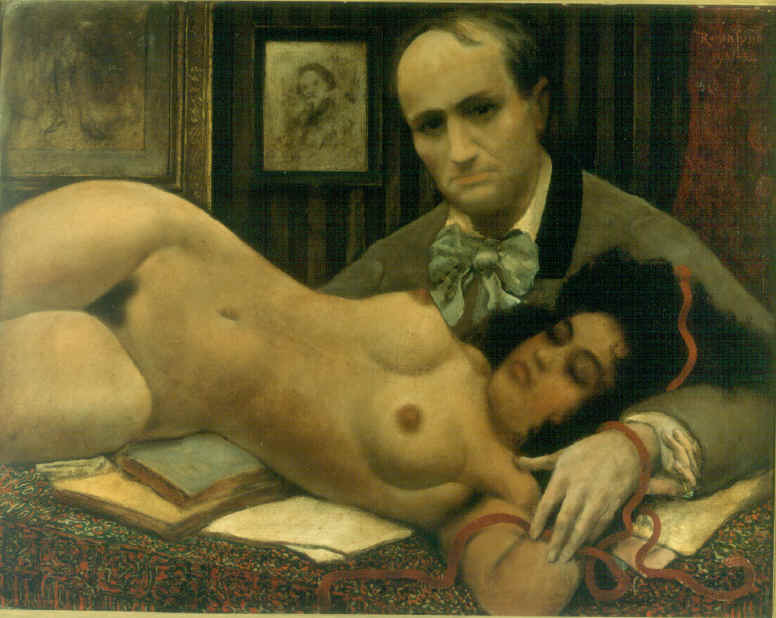
Baudelaire et sa Muse
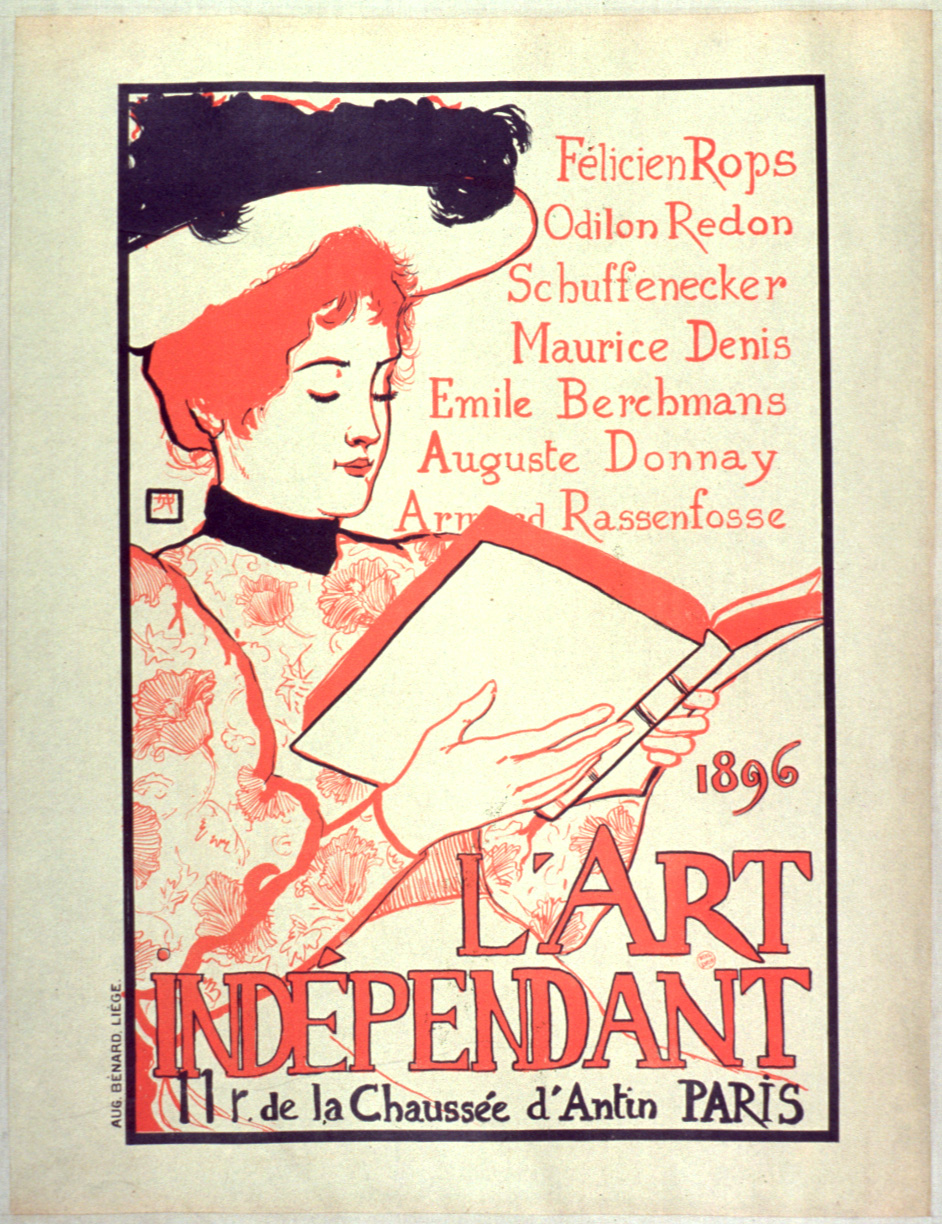
L'Arte independente
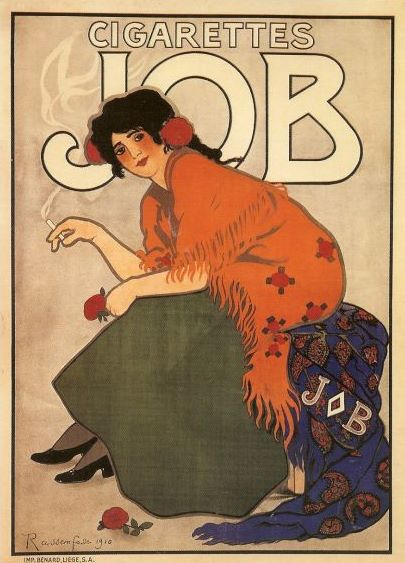
Affiche Collezione JOB